# 福の神 サザエさん一家
『福の神 サザエさん一家』（ふくのかみ サザエさんいっか）は、1961年（昭和36年）3月28日に公開された日本映画である。製作は宝塚映画製作所（のちの宝塚映像）、配給は東宝。カラー、東宝スコープ。

## 概要
「『サザエさん』映画 10本記念作品」と銘打って製作されたシリーズ第10作目、かつ最後の作品となった。本作も前作『サザエさんとエプロンおばさん』同様、長谷川作品『エプロンおばさん』の主人公・敷金なし（三益愛子）との共演となる。

## ストーリー
東邦商事に勤めるマスオが、次の人事異動で課長に昇進するかもしれないと噂が立ったので、母・舟の助言で、サザエは花村専務の家に出掛ける。そこで花村の息子タカシの相手をしていたサザエを見て、花村夫人はサザエが気に入り、自分が副会長をしている児童福祉会にサザエを推薦した。その頃、京都から東京へ移住してきたエプロンおばさんこと敷金なしは、貸本屋を開業したが、サザエが子供相手には無料でと解放したため、収入はゼロの有様。そこへ訪ねてきた山中老人。これまでフグ田夫妻を含めて650組の仲人をしてきたという話に、おばさんは驚く。彼女も650組の仲人を誇っていたのだ。二人は651組目を目指して競争となり、それに刺激されたサザエも、山中老人の孫娘・みゆきと、おばさんの息子・敷金一郎を見合いさせる事に成功、おばさんと山中老人は驚く。こうして、社会福祉や仲人役に専念するサザエのために、すっかり蚊帳の外となったマスオは、人事異動で課長の夢はパー、そのため、同僚の雲丹・梶木・鯖江らとやけ酒をあげて帰宅する有様。これを知ったサザエは、「妻はやはり家庭が大事」と反省し、主婦の立場に専念することとなる。
それから数日後、今日は山中みゆきと敷金一郎と結婚式。だがマスオはいつまでたっても現れない。だがその頃マスオは、花村専務から部長待遇で傍系会社に栄転することを聞かされ大喜び、大急ぎで式場に駆け付けたマスオからその話を聞いたサザエは、二重の喜び、さっそく仲人役を無事に務め、歌を歌ったのであった。

## スタッフ
- 製作：杉原貞雄
- 監督：青柳信雄
- 原作：長谷川町子
- 脚本：笠原良三、蓮池義雄
- 音楽：神津善行
- 撮影：西垣六郎
- 照明：西川鶴三
- 美術監督：北猛夫
- 録音：鴛海晄次

## キャスト
- フグ田サザエ：江利チエミ
- フグ田マスオ：小泉博
- フグ田タラオ：小串丈夫
- イソ野波平：藤原釜足
- イソ野舟子：清川虹子
- イソ野カツオ：白田肇
- イソ野ワカメ：猿若久美恵
- エプロンおばさん（敷金なし）：三益愛子
- 敷金勇：森川信
- 敷金一郎：太刀川寛
- 山中老人：柳家金語楼
- 山中みゆき：横山道代
- 花村専務：高田稔
- 花村むつ子夫人：藤間紫
- 辰野：江原達怡
- タイ子：白川由美
- 鵜の目高助：高島忠夫
- 京子：浜美枝
- 雲丹：八波むと志
- 梶木：南利明
- 鯖江：由利徹
- 多胡夫人：一の宮あつ子
- 横向夫人：塩沢とき
- 交通係の巡査：丘寵児
- その妻：小沢憬子
- 紙芝居屋の男：沢村いき雄

## 同時上映
3本立て興行
1. 『東から来た男』 - 監督井上梅次、主演加山雄三、製作宝塚映画製作所
2. 『七人の敵あり』 - 原作源氏鶏太、監督杉江敏男、主演小林桂樹、製作宝塚映画製作所

以上の作品は、本作上映10日前の1961年3月18日に2本立てで上映したが、追って同年3月28日に本作と合わせて3本立てで上映となった。
- 映画館によっては、上記のどちらか1作と本作との2本立てとした館も存在した。
- 「サザエさん」シリーズが3本立てとなったのは、記念すべき第1作『サザエさん』と、『てんてん娘』2部作（監督はいずれも青柳信雄）以来5年振り。